# Gods of Thousand Souls
Gods Of Thousand Souls – debiutancki album studyjny polskiego zespołu Empatic. Płyta ukazała się w grudniu 2010 roku nakładem Wydawnictwa Muzycznego Psycho i zawiera dziesięć autorskich kompozycji zespołu oraz cover Orchestral Manoeuvres in the Dark "Enola Gay".
Zespół rozpoczął pracę nad albumem z końcem roku 2008. Materiał nagrywany był w trzech różnych studiach nagraniowych, w Ostrołęce, Olkuszu i Przasnyszu. W 2011 roku muzycy podpisali kontrakt z austriacką wytwórnią Terrasound Records, która zapewniła dostępność płyty na całym świecie w formacie elektronicznym (m.in. w takich serwisach jak Amazon i iTunes), a od 2012 roku również za sprawą Terrasound Records płyta jest dostępna w formacie CD.

## Lista utworów
Opracowano na podstawie materiału źródłowego:
| 01. | Green Mile            | 4:13  |
|     |                       |       |
| 02. | G.O.T.S.              | 4:26  |
|     |                       |       |
| 03. | False Friend          | 2:47  |
|     |                       |       |
| 04. | The Game              | 4:55  |
|     |                       |       |
| 05. | Tomorrowland          | 4:19  |
|     |                       |       |
| 06. | VS                    | 5:48  |
|     |                       |       |
| 07. | So What?              | 4:10  |
|     |                       |       |
| 08. | Dreamer               | 5:55  |
|     |                       |       |
| 09. | Fulfilled Dreams      | 4:34  |
|     |                       |       |
| 10. | Empatic               | 3:16  |
|     |                       |       |
| 11. | Enola Gay (cover OMD) | 2:43  |
|     |                       |       |
|     |                       | 47:06 |
|     |                       |       |

## Twórcy
- Maciej Rochaczewski – wokal prowadzący
- Jakub Bednarski – gitara
- Przemysław Cikacz – gitara
- Włodzimierz Małaszek – gitara basowa
- Krzysztof Bendarowicz – perkusja (odszedł przed wydaniem płyty, w książeczce widnieje nazwisko Jarosława Śliwki)